# انجمن پرنده‌شناسی آمریکا
انجمن پرنده‌شناسی آمریکا (به انگلیسی: American Ornithological Society) یک سازمان پرنده‌شناسی مستقر در ایالات متحده است. این انجمن در اکتبر ۲۰۱۶ با ادغام اتحادیه پرنده‌شناسان آمریکا (AOU) و انجمن پرنده‌شناسی کوپر تشکیل شد. اعضای آن عمدتاً پرنده‌شناسان حرفه‌ای هستند، اگرچه عضویت برای هر کسی که به پرندگان علاقه دارد آزاد است. این انجمن دو مجله علمی، The Auk و The Condor و همچنین AOS Checklist of North America Birds را منتشر می‌کند.
در سال ۲۰۱۳، اتحادیه پرنده‌شناسان آمریکا همکاری نزدیکی با انجمن پرنده‌شناسی کوپر، از جمله نشست‌های مشترک، یک دفتر انتشارات متمرکز، و تمرکز مجدد مجله‌های مربوط به آنها برای افزایش کارایی تحقیقات، اعلام کرد. در اکتبر ۲۰۱۶، اتحادیه پرنده‌شناسان آمریکا اعلام کرد که به عنوان یک اتحادیه مستقل، فعالیت خود را متوقف می‌کند و در حال ادغام با انجمن پرنده‌شناسی کوپر برای ایجاد انجمن پرنده‌شناسی آمریکا است.